# AKB48의 역사
이 문서에서는 AKB48의 역사에 대해 설명한다.

## 2005-06: 결성에서 메이저 데뷔까지
2005년 7월경 아키모토 야스시의 주도 하에 〈아키하바라 48 프로젝트〉 제1기 멤버 모집이 시작되었다. 한편 이 해 8월에는 전용극장 부지로서 돈키호테 아키하바라 지점 빌딩의 8층을 확정하였다. 멤버 개개인이 조금씩 아이돌로서 성장해가는 과정을 효과적으로 그려가기 위해 연예계 경험자는 원칙적으로 배제하고자 하였으므로, 자연스럽게 초심자가 중심이 될 수밖에 없었다. 전 응모자 7924명 중 45명만이 서류심사를 통과하였는데, 이 45명이 이 해 10월 30일에 도쿄도 미나토구 시바우라 스튜디오에서 열린 최종 심사에 응시할 수 있었다. 이 중 최종적으로 24명의 합격자가 추려졌는데, 경쟁률은 330대 1이었다. 이 중 2019년 4월에도 계속하여 AKB48에 재적하고 있는 멤버는 미네기시 미나미 1명이다.

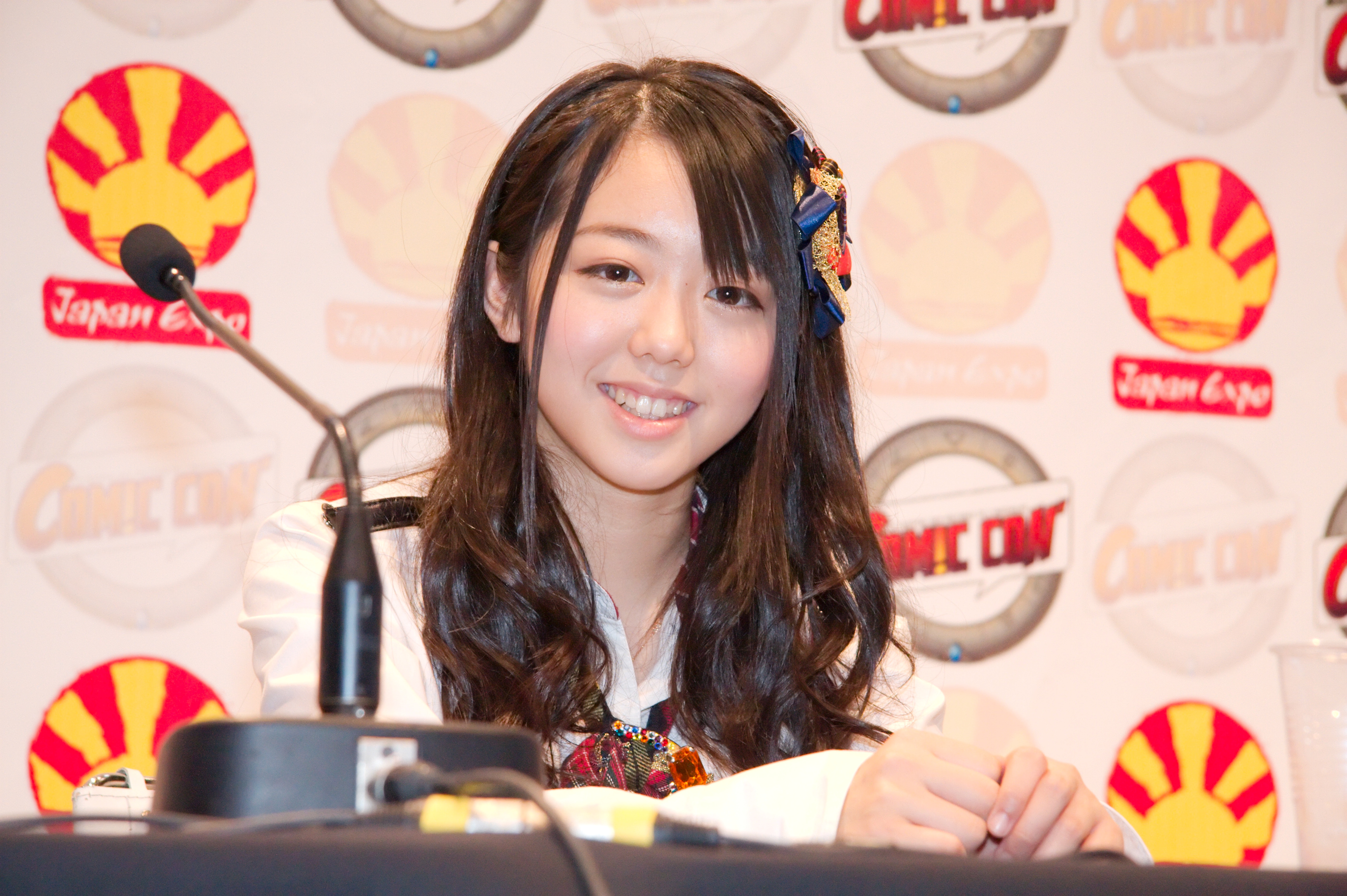
결성 이래 활약을 계속하고 있는 중심 멤버 미네기시 미나미

합격자 24명은 제1기 예비생으로서 이 해 11월 3일부터 도쿄도내의 모 스튜디오에서 나츠 마유미의 지도로 댄스 및 보컬 레슨을 받기 시작하였다. 이 집중 특훈은 그로부터 약 1개월간 계속되었는데, 이 과정에서 4명의 낙오자가 발생하였다. 11월 23일부터는 적응 훈련을 위해 아직 막바지 공사가 한창이던 AKB48 극장 스테이지로 장소를 옮겨 레슨을 이어나갔다. 극장의 그랜드 오픈은 당초 12월 1일로 예정 되어 있었으나, 아직 퍼포먼스 수준이 형편없다는 이유로 예정일 며칠 전에 1주일 뒤로 연기한다는 발표가 있었다. 12월 7일에는 공개 리허설이 열렸고, 그 다음 날 AKB48의 첫 번째 극장공연이 열렸다. 이날 객석에는 72명이 모였는데, 이 중 65명이 극장 관계자였기 때문에 일반 관객은 단 7명 뿐이었다.
초창기에는 AKB48를 좋게 보는 사람들이 거의 없었다. 멤버들은 아키하바라의 팬티노출 집단이라는 비아냥거림을 당해야 했고, 항상 한 자릿수대의 관객 수를 참다 못해 극장 앞에서 헐값에 티켓을 나누어 주었음에도 불구하고 관객이 거의 오지 않는 날들이 계속되었다. 그룹이 결성되고 나서의 첫 크리스마스 이벤트에서는 멤버들이 직접 홍보 전단지를 나눠주기도 했는데, 전단지를 받은 이들이 그녀들이 보는 앞에서 버리고 가는 일도 있었다. 그 와중에도 멤버들은 매일 관객이 조금씩이나마 늘어가는 공연을 거듭해 나갔으며, 이듬해 1월 6일에는 관객들의 의향에 따라 한달여 뒤 발표할 인디즈 데뷔 싱글의 곡을 "벚꽃의 꽃잎들"로 결정하였다. 그로부터 2주일 가량이 지난 1월 22일에는 시노다 마리코가 가입하였다. 그 며칠 후인 1월 25일에는 훗날 선발 총선거의 원형이 되는 인기 투표를 실시하였다. 이 무렵의 인기 투표는 극장 공연을 마치고 나오는 관객들에게 앙케이트를 실시하고, 이를 그 다음번 스테이지 멤버 구성에 참고하는 정도였다.

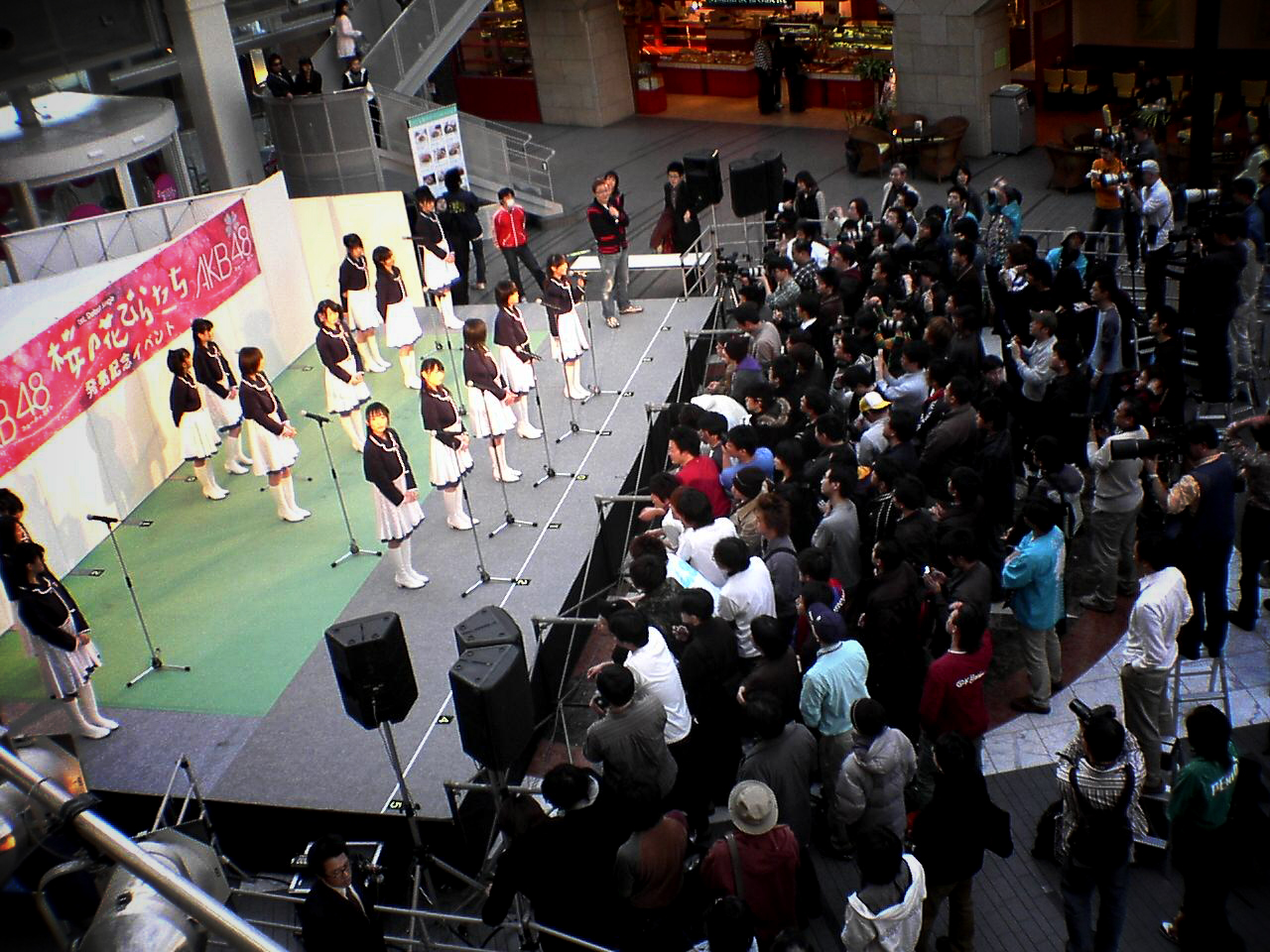
인디즈 데뷔 싱글 발매기념 이벤트

그 며칠 후인 2월 1일에 인디즈 데뷔 싱글 "벚꽃의 꽃잎들"을 발표하였다. 그 사흘 뒤인 2월 4일에는 극장 공연을 시작한 이래 처음으로 만원 관중을 기록하였고, 이를 기념하기 위해 관객들과 함께 "벚꽃의 꽃잎들"을 합창하였다. 2월 19일에는 제2기 추가 멤버 오디션이 열렸는데, 2월 26일 발표된 합격자 19명으로 팀K가 결성되었다. 이 중 2019년 4월에도 계속해서 재적하고 있는 이는 없다 팀K는 4월 1일부터 극장 공연을 시작하였다. 공연 첫날에는 만원이었지만 3일째부터는 관객수가 절반 이하로 줄었다.
6월 9일에는 두 번째 인디즈 싱글 "스커트, 휘이익"으로 뮤직 스테이션 등에 출연하며 텔레비전에도 데뷔하였다. 8월 22일에는 공식 팬클럽 〈기둥의 모임〉을 결성하였다. 10월 25일에는 데프스타 레코드를 통해 메이저 데뷔 싱글 "만나고 싶었어"를 발표하였다. 11월 3일, 4일 이틀에 걸쳐, 도쿄도 신주쿠구에 있는 일본 청년관에서 첫 콘서트 〈퍼스트 콘서트 "만나고 싶었어: 기둥은 없다구!"〉를 열었다.
그 사이에 제3기 추가 멤버 오디션이 있었고, 12월 3일에는 3기생 합격자 20명으로 팀B가 결성되었다. 하지만 그 후 갑자기 사퇴자가 줄을 잇는 바람에 실제로 데뷔한 멤버는 13명 뿐이었고, 팀A로부터 우라노 카즈미, 와타나베 시호, 히라지마 나츠미의 3명의 멤버가 팀B로 긴급 수혈되기도 했다. 이들을 제외한 팀B의 초대 멤버 13명 중, 2013년 6월에도 계속해서 AKB48에 재적하고 있는 이는 그 절반 남짓한, 카시와기 유키, 카타야마 하루카, 다나베 미쿠, 와타나베 마유의 4명 뿐이며, 오오타 아이카는 HKT48로, 나카가와 하루카는 JKT48로 완전 이적한 상태이다. 이로써 팀A, 팀K, 팀B의 3팀 체제가 확립되었고, 이는 2011년 팀4가 결성될 때까지 계속되었다. 메이저 싱글 데뷔와 함께 AKB48의 활동은 초창기를 지나 본궤도에 올랐다.

## 2007-09: "RIVER"의 첫오리콘1위

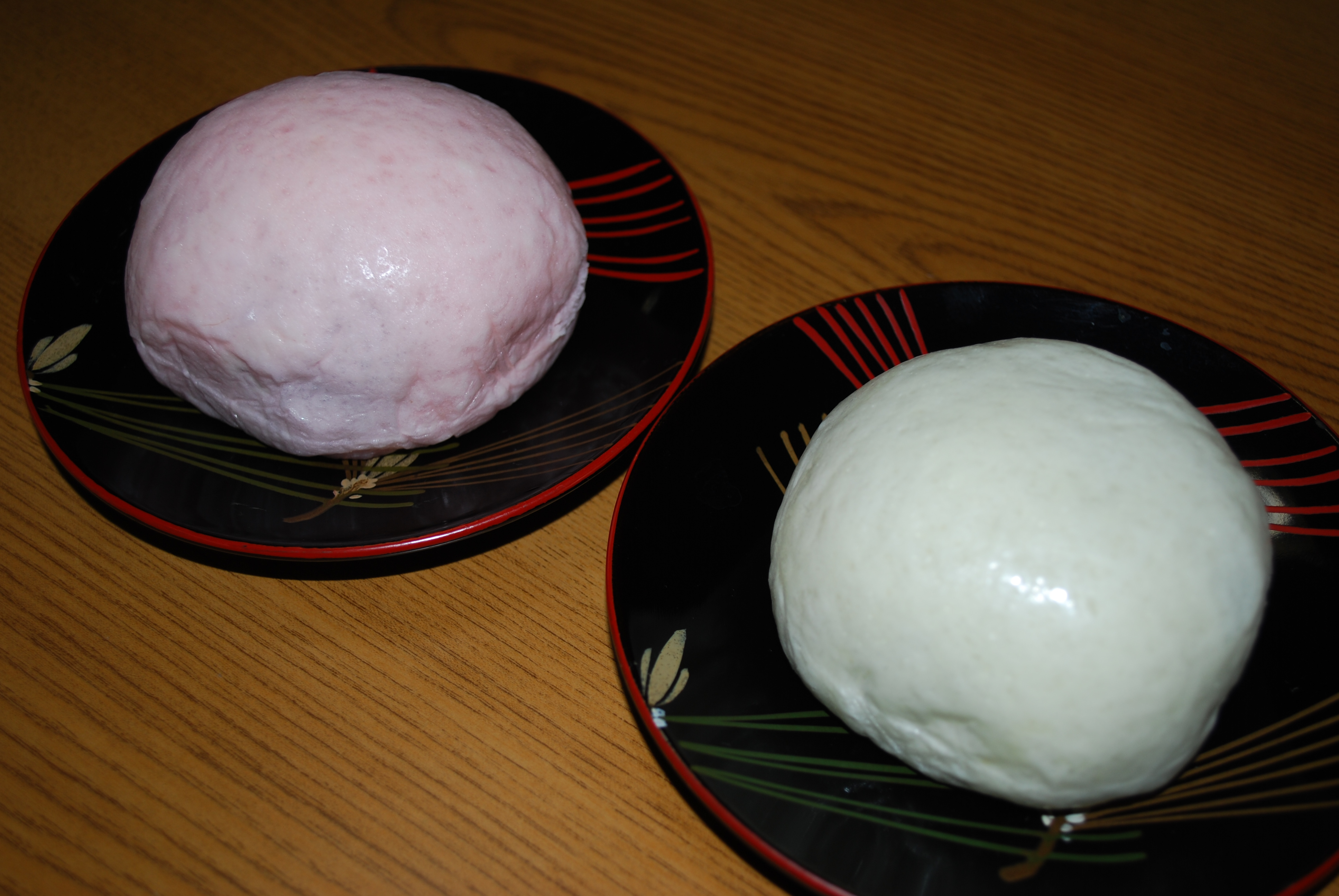
고하쿠 호빵

이듬해 3월 10일부터 4월 1일까지 도쿄, 나고야, 후쿠오카, 오사카에서 첫 전국 투어 〈봄날의 맛보기 전국 투어 - 아직 멀었어 AKB48!〉를 가졌다. 6월 3일에는 첫 여성 한정 공연을 펼쳤고, 공연이 끝나고 난 후 모든 여성 관객들과 하이파이브를 나누었다. 이 날 이후로 매달 정기적으로 여성 한정 공연을 열기로 하였다. 7월 20일에는 극장 공연 500회째를 맞아 멤버들이 그날의 극장 관객 모두에게 고하쿠 호빵을 직접 나누어 주기도 하였다.
9월 22일에는 중화인민공화국 베이징에서 열린 일-중 문화인 간담회 2007 - 오픈 칼리지 in 베이징에 아키모토 야스시가 팀B를 이끌고 참가하여 중국예술연구원에서 AKB48 최초 해외공연을 가졌다. 이 자리에서 모두 6곡을 선보였다. 12월 31일에는 전차남 붐으로 인해 부각된 아키하바라 문화를 대표하여 나카가와 쇼코, 리아 디존과 한 조를 이루어 제58회 NHK 홍백가합전에 출연하였다. 이날 43명이 출연하였는데, 그때까지 홍백가합전에 출연한 단일 그룹으로서는 최다 인원이었다. 하지만 당시에는 아키하바라의 오타쿠 대상 아이돌이라는 이미지만 강했을 뿐인데다가 실제 출연 시간도 1분 미만으로 짧아 세간의 관심을 크게 끌지는 못했다.
이듬해 1월 24일에는 지상파 첫 간무리반구미인 AKB1시59분!의 방송이 시작되었다. 그 후 방송 시간이 1시간 앞당겨지며 AKB0시59분!이 되었다가, 더 인기를 얻게 되자 몇 달 후부터는 다시 30분 앞당겨지며 AKBINGO!가 되었고, 이것이 그대로 굳어지며 2013년에도 방송중이다. 2월에는 8번째 싱글 "벚꽃의 꽃잎들 2008"을 발표하였는데, 이 싱글의 판매에 있어서 심각한 트러블이 발생하였다. 결국 이와 관련하여 데프스타 레코드사와의 계약은 파기되었고, AKB48는 그로부터 한동안 CD로서의 메이저 싱글을 발표하지 못하게 되었다. 그래서 6월 13일에 발표된 아홉번째 메이저 싱글 "Baby! Baby! Baby!"는 불가피하게 온라인 디지털 음원 형식으로 공개될 수밖에 없었다. 하지만 다행스럽게도 그 후에 킹레코드와 새로이 계약을 맺게 되면서, 그 다음 싱글부터는 다시 CD 상태로서의 메이저 싱글을 발매할 수 있게 되었다. 그 와중에도 그룹 활동의 근간인 극장 공연만큼은 꾸준히 이어졌고, 5월 26일의 밤 공연으로 통산 1천번째 극장 공연을 기록하게 되었다. 10월 22일에 킹레코드에서의 첫 싱글이자 열번째 메이저 싱글 "큰 목소리 다이아몬드"를 발표했다.

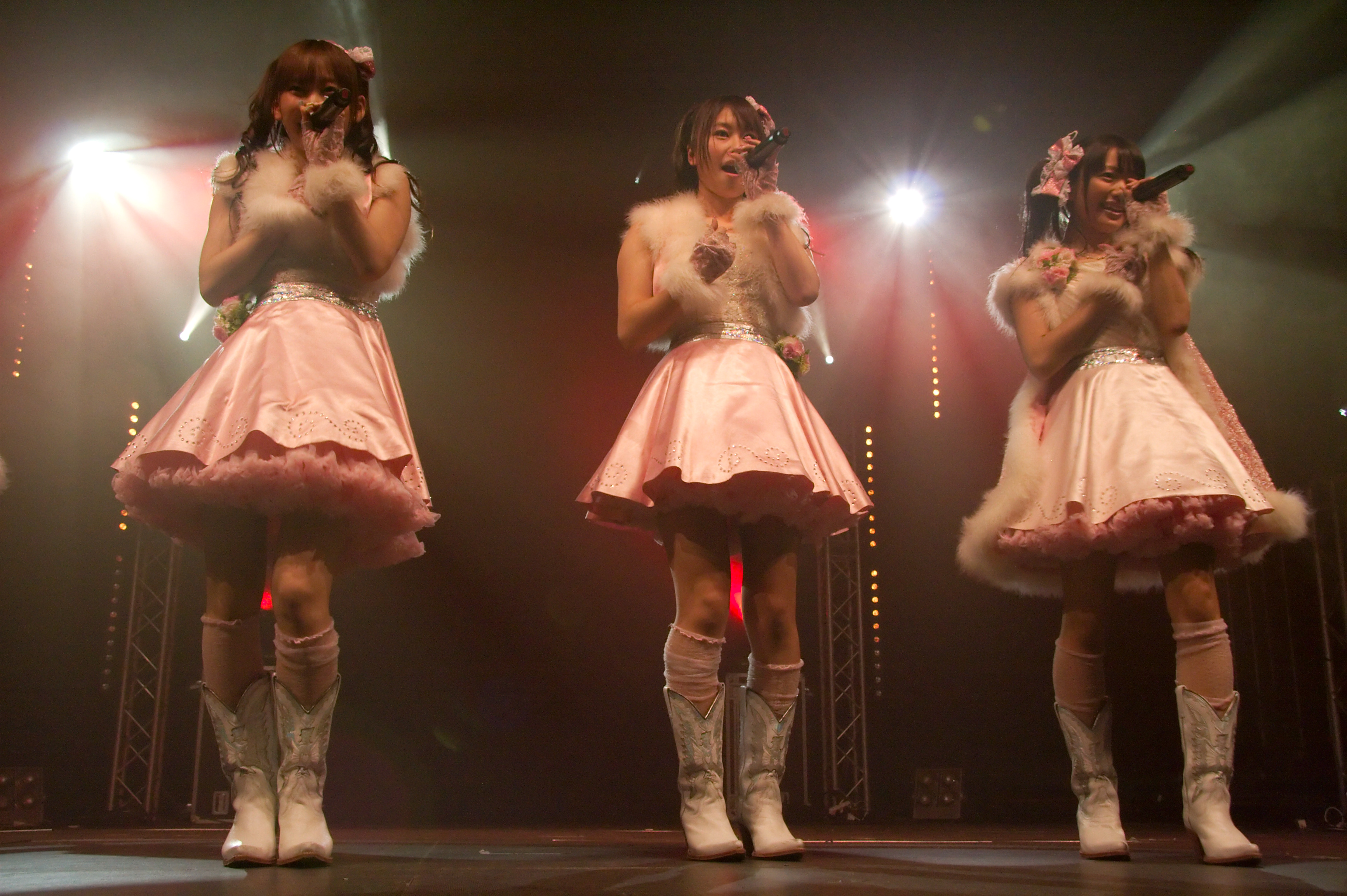
재팬 엑스포에서 공연중인 AKB48. 왼쪽부터 니토 모에노, 코바야시 카나, 키타하라 리에

이듬해 1월 31일에 엡손 시나가와 아쿠아스타디움에서 개최된 이벤트 아이돌 선수권 Push★1에서 아이돌링!!!과의 콜라보레이션 그룹 AKB 아이돌링!!! 이 데뷔곡 "뽀뽀하자구!"를 최초로 공개하였다. 7월에는 제 10회 Japan Expo Paris 2009에 참가하여 처음으로 유럽 공연을 가졌다. 재팬 엑스포는 1999년부터 매년 프랑스 파리 교외의 빌팽트 전시회장에서 열린다. AKB48는 2일째인 7월 3일의 게스트로 초대되었다.
6월에서 7월 사이에 제1회 선발 총선거가 실시되었다. 최종 개표 결과 발표는 7월 8일이었는데, 이 날 에이스 마에다 아츠코가 1위에 오르면서 이 해 8월 26일에 발표되는 13번째 싱글 "핑계 Maybe"의 센터 포지션을 획득하였다. 한편 8월 22일에서 23일 사이에 일본 무도관에서 AKB 104 선발 멤버 조각 축제 가 열렸다. 이 자리에서 일부 멤버들이 팀을 이동하는 한편 연구생들이 대거 정규 멤버로 승격되었다. 그리고 새로이 구성된 각 팀에는 캡틴 제도를 도입하였다. 이에 따라 팀A에서는 다카하시 미나미, 팀K에서는 아키모토 사야카, 팀B에서는 카시와기 유키가 각각 캡틴으로 지명되었다. 9월 25일부터 이틀간 미국 뉴욕의 제이컵 K. 재비츠 컨벤션 센터에서 뉴욕 애니메이션 페스티벌이 개최되었는데, AKB48는 이곳에 특별 음악손님(Special Musical Guest)으로서 초대되었다. 그리고 그로부터 며칠 뒤인 10월 5일부터 이틀간 프랑스 칸 영상 콘텐츠 박람회 2009(Mipcom 2009)이 개최되었는데, 이곳에 아키모토 야스시와 함께 초대되어 미니 콘서트를 펼쳤다.
10월 21일에는 14번째 싱글 "RIVER"를 발표하였다. 11월 21일에는 대한민국 서울특별시 잠실체육관에서 열린 Mnet 아시안 뮤직 어워드에서 일본 아티스트 부문 아시안 레코멘드 상을 수상하였다. 다만 제반 사정상 시상식 회장에는 직접 참석하지 못하고, 그 대신 일본 도쿄도 지요다구의 마루노우치 빌딩 1층 MARUCUBE에서의 위성 생중계를 통해서 수상 소감을 발표하였으며, 이 자리에서 "RIVER"를 선보였다. 이틀 후인 11월 23일에는 아키모토 야스시와 AKB48의 멤버들이 함께 진행한 라디오 공개생방송에서 제60회 NHK 홍백가합전에 출연이 확정되었음이 발표되었다. 2007년에는 일명 아키하바라 문화의 이름으로 다른 아키하바라 아이돌들과 한 조를 이루어 참가한 것이었지만, 이번에는 단독 자격으로서의 참가였기 때문에 그 의미는 많이 달랐다. 이 해부터 홍백가합전 참가 멤버 전원의 매스게임식 인간 문자가 항례적으로 행해지게 되었고, 이 해에 만들어진 인간 문자는 홍V였다.

## 2010: "헤비 로테이션", "Beginner"

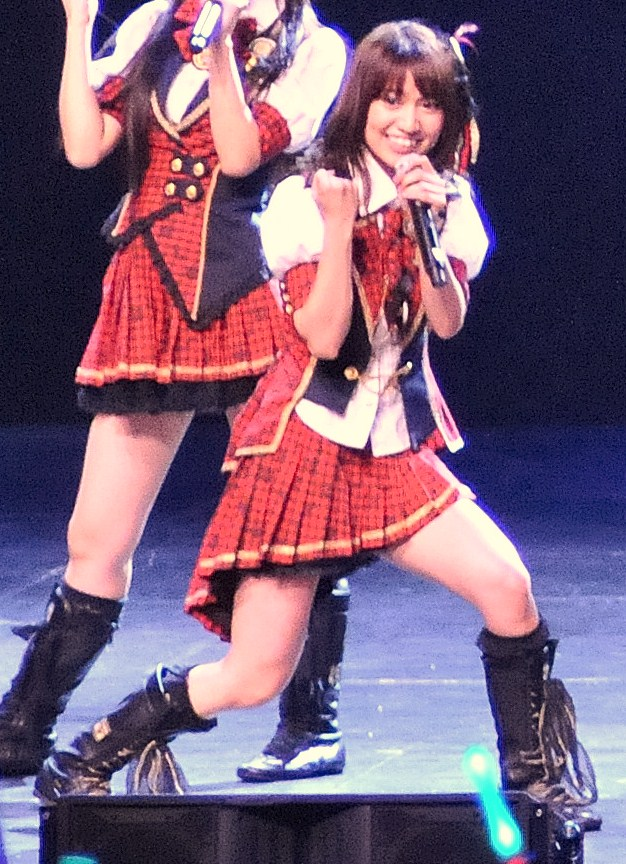
오오시마 유코

이듬해 5월에서 6월에 걸쳐 제2회 선발 총선거가 실시되었고, 여기서 오오시마 유코가 에이스 마에다 아츠코를 꺾고 1위에 오르며 첫 센터 포지션을 획득하였다. 이 무렵부터 각종 매스컴에서 오시마를 마에다와 같은 반열의 일명 투톱으로 분류하기 시작하였다. 오시마가 처음으로 센터 포지션을 맡은 싱글 "헤비 로테이션"은 이 해 8월 18일에 발표되었는데, 이 곡은 이 해 11월 1일부터 이듬해 9월 26일까지 오리콘 노래방 선곡 랭킹에서 48주 연속으로 1위를 기록하였다. 잠깐 연속 기록이 끊어지기도 했지만 2012년 6월 8일에는 통산 81주 1위를 기록하며 일본 신기록을 세우게 되었다.
이 해 7월 1일부터 4일까지 미국 로스앤젤레스의 로스앤젤레스 컨벤션 센터에서 열린 애니메이션 엑스포 2010(Anime Expo 2010)에 스페셜 드림 앰버서더로서의 명예 게스트(Guest of Honor-Special Dream Ambassadors)로서 초대되어, 첫날인 1일에 노키아 극장에서 공연을 가졌다. 이 해 8월 31일에는 공식 팬클럽 〈기둥의 모임〉을 2011년 9월 부로 폐지한다고 발표하였다. 이에 따라 9월 30일부터는 〈기둥의 모임〉의 신규 가입 및 기간 갱신 접수를 종료하게 되었다. 9월 21일에는 일본 무도관에서 제1회 가위바위보 대회가 개최되었고, 여기에서 우치다 마유미가 우승을 거두며 첫 센터 포지션을 획득하였다. 그녀가 센터가 된 19번째 메이저 싱글 "찬스의 차례"는 이 해 12월 8일에 발매되었다.
10월 22일에는 대한민국 서울특별시 송파구의 서울올림픽주경기장에서 열린 G20 기념 제7회 아시아 송 페스티벌에 일본 대표로 참가하며, 데뷔 이후 처음으로 한국 공연을 가졌다. 이 공연에 참가한 멤버는 팀A에서 이와사 미사키, 오오타 아이카, 쿠라모치 아스카, 사시하라 리노, 마츠바라 나츠미, 팀K에서 키쿠치 아야카, 니토 모에노, 후지에 레이나, 마츠이 사키코, 요네자와 루미, 팀B에서 이시다 하루카, 키타하라 리에, 사토 스미레, 사토 나츠키, 마스다 유카, 미야자키 미호의 16명이었다. 이들은 이 공연에서 "말총머리와 머리끈", "만나고 싶었어", "헤비 로테이션"의 3곡을 선보였다. 10월 24일부터 중화인민공화국 홍콩 선수이부의 쇼핑몰 드래건 센터에 AKB48 오피셜 삽 홍콩을 오픈하였다. 한편 2010년 12월 1일부터는 코즈웨이 베이의 타임스 스퀘어 앞에 AKB48 뮤지엄 홍콩도 오픈하였다.
10월 27일에는 18번째 메이저 싱글 "Beginner"를 발표하였는데, 여기서 처음으로 밀리언셀러를 달성하였다. 11월 12일에는 싱가포르의 애니메이션 페스티벌 아시아(Anime Festival Asia)에서, 11월 16일에는 중화인민공화국 마카오에서의 KYORAKU presents AKB48 · SKE48 라이브 인 아시아에서 공연을 가졌다. 한편 11월 18일에는 기네스 세계 기록으로서 〈세계에서 가장 멤버 수가 많은 팝 그룹〉(Largest Pop Group)으로 인정받았고, 11월 20일에는 러시아 모스크바의 재팬 팝-컬처 페스티벌 2010(Japan Pop-Culture Festival 2010)에서 공연을 가졌다. 이 해의 오리콘 연간 싱글 랭킹에서는 "Beginner"와 "헤비 로테이션"이 각각 1위와 2위에 올랐다. 12월 31일에는 제61회 NHK 홍백가합전에 출연하였다. 이 때는 연구생과 SKE48, NMB48의 멤버까지 포함되었고, 한 그룹의 명의로서 사상 최다인 130명이 출연하였다. 이 해의 인간 문자는 〈AKB〉였다.

## 2011: "플라잉 겟"과 국민 아이돌

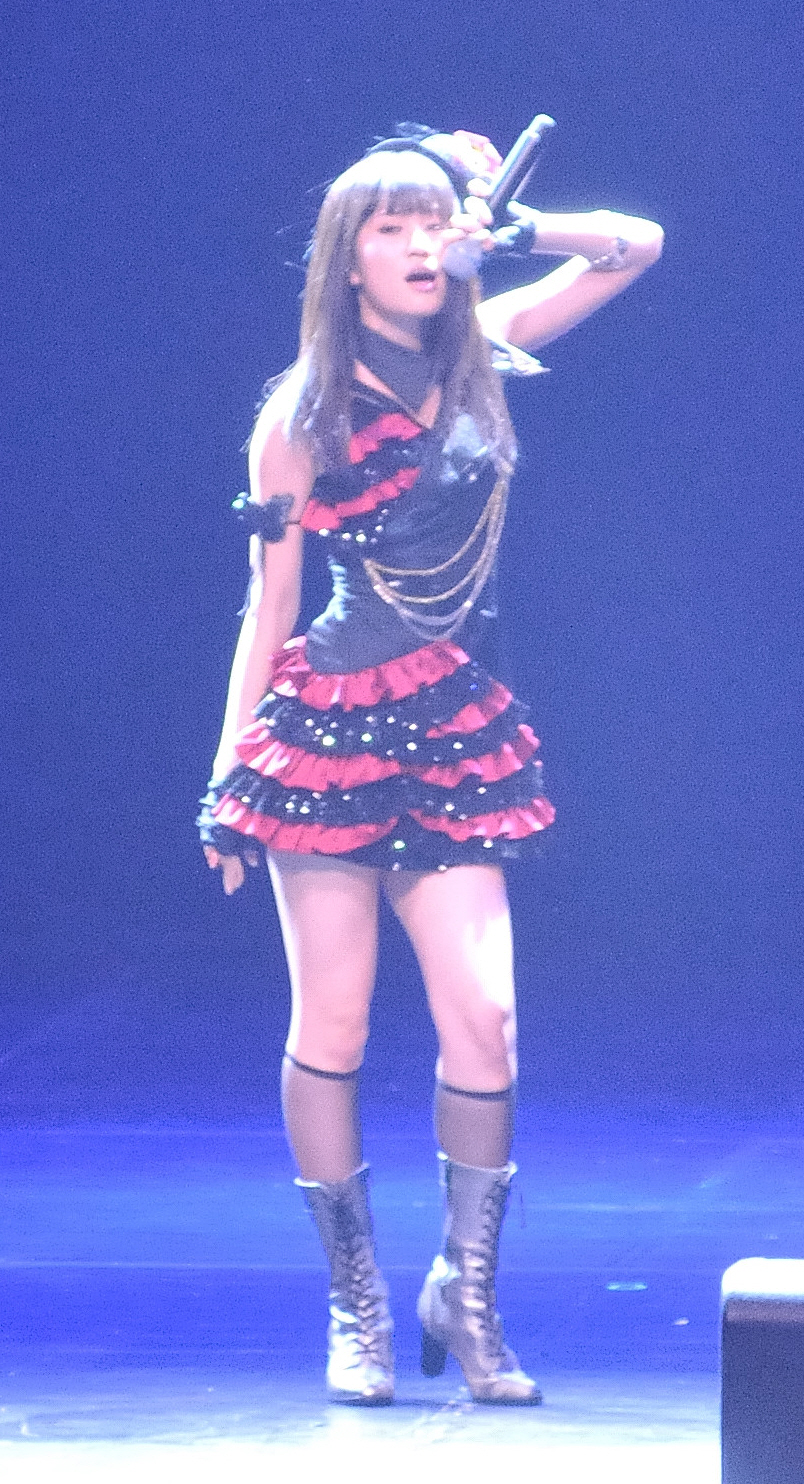
마에다 아츠코

이듬해 1월 10일에 발표된 오리콘 싱글 위클리 차트에서는 상위 10위 곡 중 네 곡이 AKB48의 곡이었다. 더구나 이 상태는 이후 3주간 이어졌고, 이것은 오리콘 차트가 집계되기 시작한 이래 처음 있는 일이었다. 그로부터 열흘쯤 후인 1월 22일에는 다큐멘터리 영화 〈AKB48: 끝나지 않을 이야기〉가 공개되었다.
3월 11일 오후 2시경 도호쿠 지방 태평양 해역 지진이 발생하였다. 이로 인해 거의 모든 대중교통이 마비되었고 극장의 안전 점검 또한 시급했기 때문에, 그날로 예정되어 있던 SDN48의 극장공연 및 3월 28일까지의 AKB48 극장에서의 모든 공연이 중지되었다. 3월 14일에는 리소나 은행 시부야 지점과 미쓰비시 도쿄 UFJ 은행 고탄다 지점에 도호쿠 지방 태평양 해역 지진 이재민을 위한 의연금 접수 계좌를 열었고, 그 다음날 15일에는 두 계좌에 모두 5억 엔을 기부한다는 사실을 발표하였다. 이어 3월 26일과 27일에는 도호쿠 지방 태평양 해역 지진으로 인해 취소되었던 콘서트 〈다카미나를 따르겠습니다〉을 대체하여 그 콘서트 회장이었던 요코하마 아레나에서 〈'누군가를 위해서' 채리티 이벤트〉를 개최하였다. 3월 29일에는 그때까지 가칭 〈AKB48 프로젝트〉로 불리고 있었던 채리티 프로젝트의 명칭을 〈'누군가를 위해서' 프로젝트〉로 확정하고, 그 활동의 일부로써 5월 25일에 발매하는 21번째 싱글 "Everyday, 카츄샤"와 그 이후에 발표하는 싱글들의 수익 일부를 도호쿠 지방 태평양 해역 지진의 의연금으로 기부하기로 하였다. 4월 1일에는 팀A의 3rd Stage 공연곡 중 "누군가를 위해서 -What can I do for someone?-"를 재녹음한 디지털 음원을 발표하였다. 이 디지털 음원 판매로 인한 모든 수익은 도호쿠 지방 태평양 해역 지진 이재민들에게 전액 기부된다.
도호쿠 지방 태평양 해역 지진의 여파가 점차 가라앉을 무렵인 5월에서 6월에 걸쳐 제3회 선발 총선거가 실시되었으며, 여기서 마에다 아츠코가 디펜딩 챔피언 오오시마 유코를 꺾고 1위에 올라 센터 포지션을 탈환하였다. 이에 의한 싱글 "플라잉 겟"은 8월 24일에 발표되었는데, 8월 23일에 발표된 오리콘 싱글 데일리 차트에서 102만 6천여장을 판매한 것으로 발표되며, 오리콘 싱글 데일리 차트 집계 사상 최초로 발매 첫 날에 밀리언셀러를 달성하였다. 발매 첫 주에는 135만 4천장을 판매하였다. 5월 14일에는 싱가포르의 쇼핑몰 〈*SCAPE MALL〉 내에 AKB48 오피셜 삽 싱가포르를 열었고, 병설 AKB48 카페도 함께 개업하였다. 그리고 그 다음날부터는 AKB48 시어터 싱가포르에서 일본 국외에서는 처음으로 정기공연이 시작되었다. 6월 6일에는 정규 멤버로 승격한 이후에도 잠시 연구생 팀에 배속되어 있던 10명의 멤버들이 중심이 되어 팀4가 결성되었다. 팀4는 10월 10일에 첫 극장 공연을 가졌다. 또한 9월 20일에는 일본 무도관에서 제2회 가위바위보 대회가 열렸고, 여기에서 시노다 마리코가 우승하면서 처음으로 센터 포지션을 획득하였다. 그녀가 센터 포지션을 맡은 24번째 싱글 "위에서부터 마리코"는 12월 7일에 발매되었다. 7월 23일에는 중화민국 타이베이시 완화구 시먼띵의 패션 빌딩 〈청핀 116〉 3층에 AKB48 오피셜 삽 타이페이를 오픈하였다. 이후 10월 20일에는 AKB48 카페를 병설 개업하였다.
10월 26일에는 23번째 싱글 "바람은 불고 있어"를 발표하였는데, 이는 10월 25일에 발표된 오리콘 싱글 데일리 차트에서 전작 "플라잉 겟"을 제치고 104만 6천장의 판매량을 기록하였다. 또한 이 싱글 발매 시점에서 싱글 CD의 총 누적 판매량이 1034만장에 이르렀고, 이로써 일본 여성 그룹으로서는 네 번째로 누적 판매량 1천만장을 돌파하게 되었다. 11월 22일에는 중화인민공화국 상하이시에 AKB48 오피셜 삽 상하이를 오픈하였다. 9월 30일에는 공식 팬클럽 〈기둥의 모임〉이 해체되었다. 그를 대신하여 12월 8일에 새로운 공식 팬클럽 〈두 기둥의 모임〉이 결성되었으며, 같은 날에는 구글과의 협력에 의해, 구글 플러스의 플랫폼을 이용한 AKB48 그룹 멤버와 팬의 교류 서비스 〈AKB48 on Google+〉의 스타트가 발표되었다.
12월 19일에 오리콘에 의해 발표된 제44회 연간 랭킹 2011에서, 그 해에 발표한 5장의 싱글이 1위부터 5위까지를 나란히 기록하였다. 연간 CD, DVD, 블루레이의 총 판매량은 891만 1천장으로, 모두 162억 8천만 엔의 수익을 냈다. 연간 총 판매액 1위를 기록한 가수에게 수여되는 아티스트별 토털 세일즈 상을 데뷔 6년만에 처음으로 수상하였고, 오리콘에서 집계하는 16부문 중 역대 최다인 7개 부문에서 1위에 올랐다. 12월 30일에는 제53회 일본 레코드 대상에서 "플라잉 겟"으로 처음으로 대상을 수상하였다. 12월 31일에는 제62회 NHK 홍백가합전에 출연하였는데, 모두 210명이 출연하면서 전년도에 세웠던 최다인원 출연기록을 이 해에 또 다시 갱신하였다. 이 해의 인간 문자는 힘내자 일본!! 이었다.

## 2012:1830m지점에서
이듬해 1월 27일에는 두 번째 다큐멘터리 영화 〈Documentary of AKB48: Show must go on 소녀들은 상처받으며 꿈을 꾼다〉가 개봉하였고, 2월 15일에는 25번째 싱글 "GIVE ME FIVE!"를 발표하였다. 이 싱글로써 누적 판매량은 1315만 5천장이 되었다. 이는 모닝구무스메의 1180만 8천장을 넘는 역대 1위의 기록이었으며, 이로써 총 판매량, 첫주 최다 판매량, 통산 밀리언셀러 횟수, 연속 밀리언셀러 횟수, 통산 위클리 1위 등극 횟수, 연속 위클리 1위 등극 횟수 등 여섯 부문에서 통산 1위를 기록하게 되었다. 이 무렵부터는 대중 매체로부터 AKB 현상, 일본 총 AKB화 또는 국민 아이돌이라고 불릴 정도의 인기를 구가하기 시작하였다.
3월 23일부터 25일까지 콘서트 〈업무연락. 부탁하네, 가타야마 부장! in 사이타마 슈퍼 아레나〉를 개최하였다. 콘서트 첫날에는 도쿄 돔 콘서트 개최가 발표되었고, 둘째 날에는 26번째 싱글로 발매될 "한여름의 Sounds good!"이 처음으로 공개되었다. 또한 당시 시점까지 11명이 소속돼 있던 팀4에 다섯 명의 연구생이 승격되어 16명을 채운다는 것이 발표되었으며, SKE48 팀S 소속의 마츠이 쥬리나가 AKB48의 팀K에, NMB48 팀N의 와타나베 미유키가 AKB48의 팀B에 기간 한정으로 겸임을 한다는 사실도 발표되었다. 아울러 가까운 시일 내에 팀8이 결성된다는 사실도 발표되었다. 마지막 날에는 에이스 마에다 아츠코가 돌연 졸업 선언을 하였다.
3월 30일에는 일본 프로야구 센트럴 리그 요미우리 자이언츠 대 도쿄 야쿠르트 스왈로즈의 도쿄 돔 개막전에서 일본의 국가인 기미가요를 제창하였다. 그리고 4월 4일에는 마에다 아쓰코의 제4회 선발 총선거 불출마 선언이 있었다. 한편 5월 23일에는 26번째 싱글 "한여름의 Sounds good!"을 발표하였는데, 이는 발매 첫 주에만 161만 7천여장이 팔리면서 일본의 역대 발매 첫 주 싱글 최다 판매 신기록을 세웠다.
6월 6일에는 일본 무도관에서 제4회 선발 총선거가 개최되었다. 마에다 아츠코는 졸업을 앞두고 있어 총선거에 출마하지 않았고, 다만 오오시마 유코가 전년도 5위에서 순위가 급상승한 차기 에이스 후보 와타나베 마유를 3만표 이상의 격차로 2위에 머무르게 하고 역대 두 번째로 1위에 오르면서 건재를 과시하였다. 이 해에는 처음으로 후지 TV를 통해 지상파 특별 생방송으로서 AKB48 제4회 선발 총선거 생방송 스페셜 이 편성되었다. 본사 스튜디오에서 두 명의 아나운서가 진행을 맡았고, 일본의 유명 뇌과학자 모기 겐이치로 게이오기주쿠 대학 특임교수, 총선거에 출마하지 않는 마에다 아츠코 등이 그 게스트로서 출연하였다. 평균 시청률은 18.7%이었고, 순간 최고 시청률은 28%였다. 다만 후지 TV의 이 선발 총선거 생방송은 졸속 편성으로 시청자들의 비난을 받았다. 프로야구 중계와도 같이 행사가 언제 끝날 지 예측하기 어려움에도 불구하고 애초부터 오후 7시 시작 이후 무조건 2시간 동안만 편성한 후에 강제로 생방송을 끝내 버린 것이다. 스포츠 중계처럼 방송 시간을 연장하거나 하면서 편성을 유동적으로 조정하는 것도 충분히 가능했기 때문에 이는 질타의 대상이 되었다. 후지 TV가 생방송을 종료한 오후 9시 9분은 1위에 오른 오오시마 유코가 한창 소신표명 연설을 하고 있던 도중이었다.

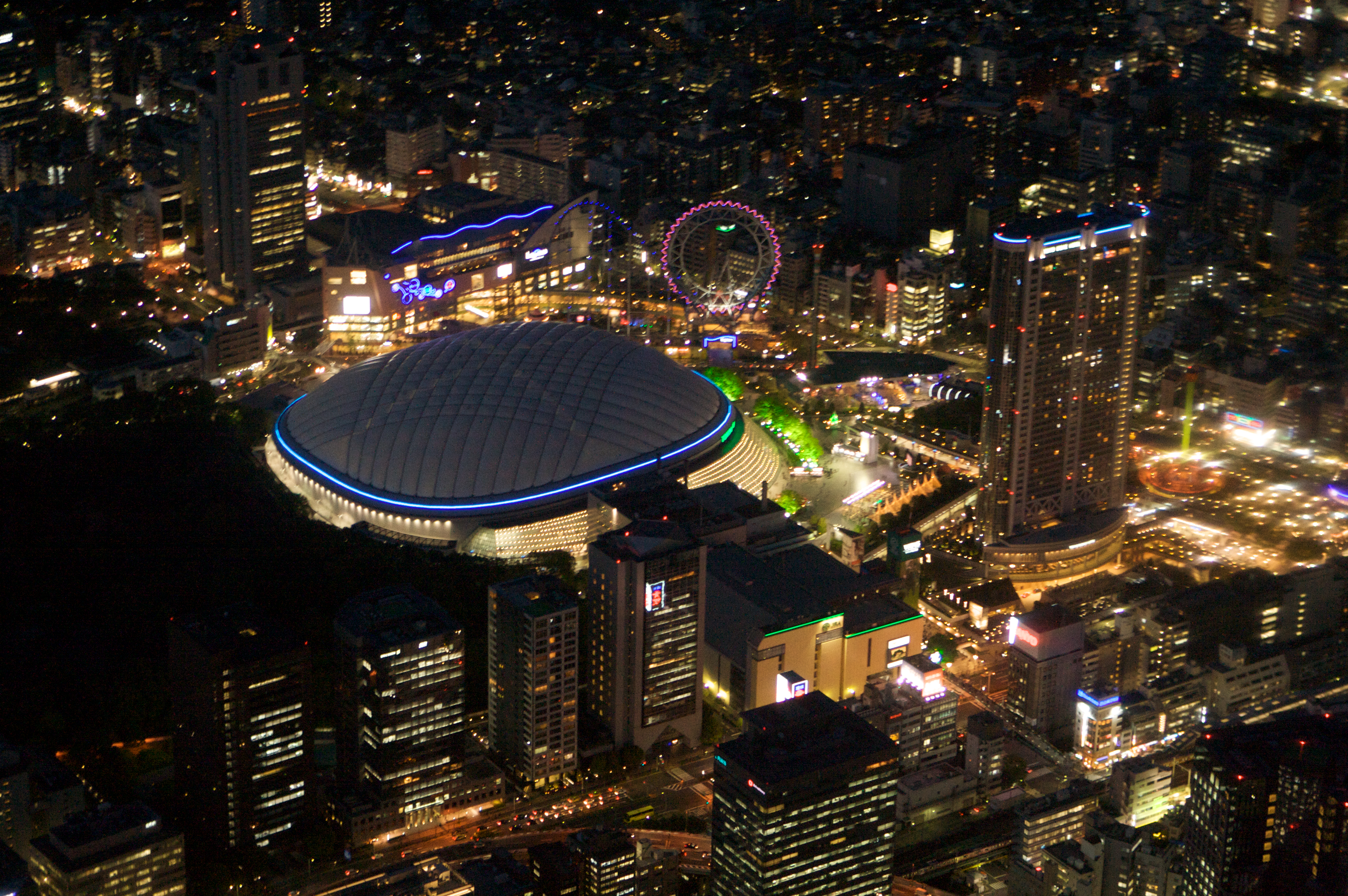
도쿄 돔의 야경

8월 15일에는 네 번째 정규 앨범 1830m를 발표하였으며, 8월 24일부터 26일 사이에는 7년간 목표로 해 왔던 도쿄 돔 콘서트를 가졌다. 첫 날인 24일에는 팀 재편성이 있었다. 그룹으로서는 역대 두 번째이다. 전 해 6월에 결성되었던 팀4를 해체하여 팀A, K, B의 3팀 체제로 회귀하고, 팀A에 22명, 팀K와 B에는 23명을 소속시켰다. 이 날 많은 연구생이 정규 멤버로 승격되었으며, 6월 24일에 정규 멤버로 승격된 이즈타 리나, 코지마 나츠키, 코바야시 마리나, 나토리 와카나, 후지타 나나, 모리카와 아야카의 6명의 연구생 도 정식으로 소속팀을 갖게 되었다. 그리고 해외 유학 제도가 처음으로 도입되어 중화인민공화국 상하이를 근거지로 하는 SNH48에 미야자와 사에와 스즈키 마리야가, 인도네시아 자카르타를 근거지로 하는 JKT48에 다카죠 아키와 나카가와 하루카가 이적하게 되었다. 또한 멤버 다카하시 미나미가 그룹 총감독(General Manager)에 임명되었다. AKB48는 일본 국내뿐만 아니라 해외에도 자매 그룹이 점차 생겨나서 전체 그룹 구성원이 200명을 넘기 시작했는데, 콘서트 등에서 이들을 모두 통제할 최고 리더가 공식적으로는 존재하지 않았고, 다만 이 경우 AKB48 팀A의 캡틴 다카하시 미나미가 암묵적인 리더가 되어 모든 그룹 구성원들을 이끌어왔다. 이러한 그녀에게 그룹 총감독이라는 직책이 새로이 맡겨졌고, 그때까지 그녀가 맡고 있던 팀A의 캡틴 자리는 시노다 마리코에게 맡겨졌다. 그와 동시에 팀K의 캡틴은 아키모토 사야카에서 오오시마 유코로, 그리고 팀B의 캡틴은 카시와기 유키에서 우메다 아야카로 인사 이동이 단행되었다.
8월 27일에는 팀A의 마에다 아츠코가 AKB48 극장에서 행해진 졸업 공연으로 AKB48를 졸업하였다. 아키하바라 AKB48 극장에서 도쿄 돔까지는 직선거리로 불과 1830m밖에 떨어져 있지 않다. 하지만 AKB48는 도쿄 돔 콘서트를 갖게 되기까지 데뷔하고부터 2087일이나 걸렸다. AKB48 공식 블로그의 타이틀 또한 〈AKB48 Official Blog ~TOKYO DOME까지의 궤적~〉이었을 정도로 도쿄 돔 콘서트는 AKB48의 하나의 종착점이자 동시에 새로운 출발점이기도 했다. 이 도쿄돔 콘서트 및 에이스 마에다 아츠코의 졸업을 계기로 AKB48 활동사의 제1장이 끝나고 제2장의 막이 오른 것과 같았다. AKB48 공식 블로그 또한 그 타이틀을 7년만에 〈AKB48 Official Blog~1830m부터~〉로 변경하며 새로운 출발을 다짐하였다.
9월 18일에는 일본 무도관에서 제3회 가위바위보 대회를 개최하였다. 이 대회에서 차세대 에이스로 각광을 받고 있는 시마자키 하루카가 챔피언의 자리에 올랐다. AKB48가 인디즈 데뷔를 한 이래 27번째 메이저 싱글까지 모두 29장의 싱글이 발표되었는데, 이 모든 싱글 타이틀곡에 선발로 뽑힌 멤버로는 코지마 하루나가 유일했다. 이날 대회에서도 85강전과 64강전을 내리 이기고 32강에 진출하여 우메다 아야카와 만났다. 여기서 승리하여 16강에 진출한다면 선발 멤버가 될 수 있었지만, 코지마는 여기서 우메다에게 패하면서 연속 싱글 선발 기록을 30에서 멈취야 했다. 챔피언 시마자키 하루카가 센터 포지션을 맡는 29번째 싱글 "영원 프레셔"는 12월 8일에 발매되었다. 이 싱글은 초동 판매량 107만 3천장을 기록하며, 초동 판매량만으로 밀리언 셀러를 기록하였다. 이로써 통산 11회 및 연속 10회의 밀리언셀러 기록을 달성하였다. 연속 10회 밀러언셀러 기록은 B'z와의 타이 기록으로 16년만에 나온 기록이며 여성 아티스트로서는 사상 최초의 기록이다. 한편 11회의 통산 밀리언셀러 달성 기록의 경우 Mr.Children의 통산 10회를 뛰어넘는 기록이며, B'z의 통산 15회에 이은 역대 2위의 기록이다. 영원 프레셔는 첫 주 판매량만으로 2012년 연간 차트 5위에 올랐고, 이로써 AKB48의 싱글은 사상 최초로 2년 연속으로 1위부터 5위까지를 독점하게 되었다.
10월 31일에는 29번째 싱글 "UZA"가 발매되었다. 이 곡은 발매 3일만에 밀리언셀러를 기록하였고, 발매 첫주의 11월 12일부 오리콘 싱글 위클리 차트에서도 1위를 기록하였다. AKB48의 싱글 1위 획득은 모두 15회 연속이자 통산 15회가 되었다. AKB48의 싱글이 밀리언셀러를 달성한 것은 9회 연속이자 통산 10회이고, 이 달성에 의해 AKB48는 연속 밀리언셀러 달성 기록에서 Mr. Children의 8회 연속 기록을 제치고 단독 2위가 되었다. 통산 10회 밀리언 달성은 B'z, Mr.Children에 이은 사상 세 번째의 기록으로, 여성 아티스트로서는 최초이다. 이때까지의 오리콘 차트의 싱글(디지털 싱글 이외), 앨범의 총 판매량에 있어서의 여성그룹 역대 1위는 SPEED의 1954만 6천장이었다. 그러나 11월 12일부의 오리콘 싱글 위클리 차트의 집계로 AKB48의 통산 누적 판매량은 2천만장을 돌파하면서 역대 여성 아티스트 1위가 되었다.
11월 1일에는, 앞선 도쿄 돔 콘서트에서 발표된 팀 재편성에 의한 신 체제가 출범하였다. 12월 30일에는 제 54회 일본 레코드 대상에서 싱글 "한여름의 Sounds good!"으로 대상을 수상하며, 2년 연속으로 대상을 수상하였다. 2년 연속 대상 수상은 통산 여섯번째의 기록이며, 여성 그룹으로서는 최초의 기록이다. 12월 31일에는 홍백가합전에 4년 연속이자 통산 다섯 번째로 출연하였다. 이 날에는 전년도의 210명보다 40명이 적은 170명만이 출연하였다. 이 해의 인간 문자는 배치 전환을 이용한 2단 문자로서, '일본 라라라'에 이은 '힘내자'였다. 특히 이 해에는 SKE48가 AKB48와는 별도로 단독 명의로 출연하여, 히트곡 "파레오는 에메랄드"를 선보이기도 하였다.

## 2013: "안녕 크롤"과 함께 새로이 부는 바람
이듬해 1월 31일에는, 이날 발간된 〈주간 문춘〉2013년 2월 7일호에 핵심 멤버 미네기시 미나미의 섹스 스캔들이 보도되었다. 이에 미네기시 미나미는 유튜브의 AKB48 공식채널을 이용하여, 스스로 삭발을 한 채 눈물을 흘리며 사죄 성명을 발표하였다. 이와 더불어 미네기시 미나미는 2월 1일부로 연구생으로 강등되었다. 그룹 자체적으로는 2009년 1월경의 사오토메 미키 이후 4년만에 있는 일이었다. 한편, 미네기시 미나미의 삭발 사죄 동영상은 세계적으로 화제가 되어서, 영국의 BBC, 미국의 CNN, 미국의 데일리 뉴스, 영국의 가디언, 미국의 ABC, 캐나다의 글로브 앤 메일, 싱가포르의 더 스트레이츠 타임스, 스위스의 르 마탕, 레바논의 로리앙 르 주르 페루의 라디오 프로그라마스 델 페루, 브라질의 G1 (헤디 글로보), 중국의 환구시보, 스웨덴의 아프톤글라데트, 남아프리카공화국의 더 뉴 에이지, 독일의 슈피겔, 카타르의 알 자지라 등의 세계적 미디어들이 미네기시 삭발 사죄 소동을 보도하였다.
다음 날 2월 1일에는 세 번째 다큐멘터리 영화 "DOCUMENTARY of AKB48 - No flower without rain - 소녀들은 눈물을 흘리고 나서 무엇을 보는가?"가 공개되었다. 1월 31일에 사전 상영된 이 영화의 극중에서, 핵심 멤버 이타노 토모미는 인터뷰를 위해 앉아 있었는데, 촬영 스탭에게서 스스로가 가지고 있는 AKB48 졸업에 관한 이미지에 대한 질문을 받자, "이 영화가 2월 1일 공개인가요? 음, 저는 내년에 AKB48를 졸업합니다. 아, (2013년)2월에 공개되는 거라면 올해라고 해야 맞겠군요." 라며 돌연 졸업을 선언하였다. 그녀는 다음 스텝으로 넘어갈 때가 왔다고 생각하였기 때문이라며, 영화 극중에서도, 영화 상영에 이어진 무대 인사에서도 담담하게 심경을 밝혔다.
2월 20일에는 30번째 싱글 "So long!"이 발매되었다. 이는 3월 4일에 발표된 오리콘 위클리 랭킹에서 1위에 오르며, RIVER 이후 17연속 오리콘 위클리 차트 1위에 올랐다. 또한 초동 판매량 103만 6천장으로서, 10연속 첫 주 밀리언셀러의 기록을 이어갔다. 한편 5월 22일에는 31번째 싱글 "안녕 크롤"이 발매되었는데, 이는 첫 날 판매량만으로도 이때까지 자신들의 싱글 "한여름의 Sounds good!"이 기록한 2012년 5월 22일자의 117만 1천장을 훨씬 뛰어넘는 145만 1천장을 기록하여 역대 첫날 판매량 1위 기록을 1년 만에 다시금 스스로 경신하였다. 한편 6월 3일자의 오리콘 위클리 싱글 차트에서도 1위에 올라, RIVER로부터 18연속 1위에 올랐으며, 초동 판매량은 176만 3천장이 되며, 전년도에 발매된 "한여름의 Sounds good!"이 가지고 있었던 초동 판매량 역대 최고기록이었던 161만 7천장 또한 스스로 경신하였다. 또한 전체 싱글 누계 판매량이 모두 2185만 2천장이 되어, 이때까지 하마사키 아유미가 가지고 있던 2141만 6천장을 뛰어넘었고, 이로써 여성 아티스트로서는 역대 최다의 누계 판매량을 기록하게 되었다. 그 다음주의 6월 10일자 오리콘 위클리 차트에서는 10만 9천장을 판매하며 3위에 올랐는데, 이로써 "안녕 잘가 크롤"의 총 판매량은 187만 2천장이 되어 "한여름의 Sounds good!"이 기록한 182만 2천장을 뛰어넘어 자체 싱글 최고 판매량을 경신하였을 뿐만 아니라, 1997년 10월에 발매된 SPEED의 싱글 "White Love"가 기록하고 있었던 184만 5천장을 뛰어넘으면서 여성 아티스트 싱글 판매량 역대 최고 기록을 15년만에 경신하게 되었다.
6월 8일에는 요코하마 국제 종합 경기장에서 "AKB48 슈퍼 페스티벌"이 열렸고, 그 2부 행사로서 "AKB48 32nd 싱글 선발 총선거 ~꿈은 혼자서는 꾸지 못해~"가 개최되었다. 이 해의 선발총선거에서, HKT48의 사시하라 리노가 디펜딩 챔피언 오시마 유코를 꺾고 1위에 올랐다. 이제까지의 선발총선거 1위는 마에다 아츠코와 오오시마 유코만이 기록하고 있었다. 더구나 AKB48 그룹의 종주 그룹 격인 AKB48 소속이 아닌 자매그룹 소속 멤버가 1위에 올랐다는 의미도 있다. 한편 전년도 선발총선거에까지 선발 멤버를 배출하지 못했던 NMB48에서도 투톱 에이스 야마모토 사야카와 와타나베 미유키를 각각 14위와 15위에 들이며, 16위까지의 선발 멤버를 처음으로 배출하였고, SKE48에서도 투톱 에이스 마츠이 쥬리나와 마츠이 레나를 각각 6위와 7위에 올린데다가, 스다 아카리를 16위에 올리기도 하였다. 또한 전년도 가위바위보 대회 챔피언으로서 "영원 프레셔"의 센터 포지션을 맡으며 차세대 에이스로서 각광을 받고 있는 시마자키 하루카가 12위에 오르며, 세대 교체가 순조롭게 이루어지고 있는 모습도 보였다. 한편, 이 날 전년도와 같은 5위에 오른 시노다 마리코가, 수상 소신표명에서 돌연 졸업을 선언하였다. 이 해의 7월과 8월에는 후쿠오카 돔, 삿포로 돔, 교세라 돔, 나고야 돔, 도쿄 돔의 일본 5대 돔 투어가 계획되어 있다.

## 내용주
1. ↑  일본어: 秋葉原48プロジェクト
2. ↑  레슨 첫날 지각을 했다는 이유로 해고된 이도 포함된다.
3. ↑  일본어: 秋葉原のパンツ見せ集団
4. ↑  팀A의 1st Stage 극장 공연곡 중 하나였다.
5. 1 2  일본어: 柱の会, 二本柱の会
6. ↑  일본어: 日本青年館
7. ↑  일본어: ファーストコンサート「会いたかった 〜柱はないぜ!〜」
8. ↑  일본어: 春のちょっとだけ全国ツアー 〜まだまだだぜAKB48!〜
9. ↑  일본어: 紅白饅頭 고하쿠 만주[*], 일본에서는 축하할 만한 일이 있을 때 거의 항상 붉은 색과 흰 색을 동시에 사용하며 기념하는 것이 풍습이며, 경사가 있을 때 붉은 호빵과 흰 호빵을 함께 쪄서 이웃에게 나눠주기도 한다. 일본어: 紅白 참조.
10. ↑  일본어: 日中文化人懇談会2007 ～オープンカレッジin 北京～
11. ↑  벚꽃의 꽃잎들 2008 참조.
12. ↑  일본어: アイドル選手権 Push★1
13. ↑  AKB48로부터는 이타노 토모미, 오오시마 마이, 오오시마 유코, 오노 에레나, 카사이 토모미, 코지마 하루나, 마에다 아츠코의 7명이 선발되었고, 아이돌링!!!으로부터 8명이 선발되었으며, 여기에 SKE48의 마츠이 쥬리나가 더해져서 모두 16명이었다.
14. ↑  일본어: AKB104選抜メンバー組閣祭り. 내각 개편 혹은 내각 재구성을 의미한다. AKB48가 매년 총선거를 실시하고 있는 사실로부터, 적지 않은 경우 정부조직이나 국회에 빗대어져 표현되곤 한다. 이 경우 '팀 재편성'을 의미한다.
15. ↑  이곳은 Mnet 아시안 뮤직 어워드를 일본에 생중계하는 방송사 Music On! TV가 개최하는, 그 해의 크리스마스 이벤트 Bright Christmas 2009 Xmas live in 도쿄 마루노우치(Bright Christmas 2009 Xmas live in 東京丸の内)를 위한 이벤트 회장으로, 이 날의 AKB48의 위성 생중계 출연만을 위해 한시적으로 개방되었다.[23][24]
16. ↑  일본어: 紅V. 홍백가합전에서는 전통적으로 백팀을 남성팀으로, 홍팀을 여성팀으로 하여 남녀 대결을 하는 포맷을 취하고 있다. 홍V란 여성팀 홍팀이 그 날 이기기를 원한다는 의미이다.
17. ↑  그 이유에 관해서는 AKB48#팬 커뮤니티 참조.
18. ↑  홍콩의 아키하바라로도 불린다.
19. ↑  여기에는 정규 멤버 48명만 포함되었다.
20. ↑  갓 결성되어 당시 시점까지는 아직 극장 공연을 하고 있지 못했다.
21. ↑  일본어: たかみなについて行きます
22. ↑  일본어: 「誰かのために」チャリティイベント
23. ↑  誰かのためにプロジェクト
24. ↑  타이완의 하라주쿠로도 불린다.
25. ↑  중국어: 誠品 116
26. ↑  일본어: がんばろう日本!! 간바로 닛폰!![*]
27. ↑  일본어: AKB現象, 日本総AKB化, 国民的アイドル
28. ↑  일본어: 業務連絡。頼むぞ、片山部長！in SSA
29. ↑  졸업을 선언한 마에다와 같이 초창기 멤버들은 보통 AKB48를 하나의 통과점 정도로 인식하고 있다. 즉 AKB48를 최종 목표가 아닌 디딤돌로 삼아 훗날 (솔로)가수, 성우, 패션 디자이너, 여배우 쪽으로 진출하고자 했다. 그러나 이후 AKB48가 음악 프로그램에 출연하거나 메이저 데뷔를 하면서 누구나 알 만한 존재가 되기 시작[11] 하고부터는 AKB48 자체를 굉장히 좋아했기에 가입하고 싶었다[11] 고 밝히는 멤버들이 점차 많아졌다. 오시마 유코에 의하면 이와 같은 경향은 8기생 이후의 멤버들에게서 특히 두드러지게 나타나고 있다고 한다.[66]
30. ↑  일본어: AKB48第4回選抜総選挙生放送SP
31. ↑  이는 팀A 사시하라 리노의 4위 등극이 발표되던 순간인 오후 8시 28분에 기록되었다.
32. ↑  일본 신기록은 B'z의 13회 연속이다.

## 참조주
1. 1 2 3 4 5  AKBINGO, 2010년 7월 7일
2. 1 2 3 4 5 6  긴스마, 2012.1.6
3. ↑  AKB48 공식 홈페이지. “AKB48 크로니클 2005년” (일본어). 2012년 7월 2일에 확인함.
4. ↑  AKB48 공식 블로그 (2005년 10월 31일). “오디션 상세” (일본어). 2012년 7월 2일에 확인함.
5. 1 2  AKB48 공식 홈페이지. “AKB48 멤버 정보” (일본어). 2013년 12월 21일에 확인함.
6. ↑  AKB48 공식 블로그 (2005년 11월 24일). “일본 제일” (일본어). 2012년 7월 2일에 확인함.
7. ↑  AKB48 공식 블로그 (2005년 11월 1일). “이번 달도” (일본어). 2012년 7월 2일에 확인함.
8. ↑  AKB48 공식 블로그 (2005년 11월 28일). “공개 리허설에 관한 알림” (일본어). 2012년 7월 2일에 확인함.
9. 1 2 3 4 5  AKB48 공식 홈페이지. “AKB48 크로니클 2006년” (일본어). 2012년 7월 2일에 확인함.
10. ↑  AKB48 공식 블로그 (2006년 1월 22일). “신멤버! 상세” (일본어). 2012년 7월 2일에 확인함.
11. 1 2 3 4 5 6 7 8 9  AKBINGO, 2010년 7월 14일.
12. 1 2 3  AKB48 공식 홈페이지. “AKB48 크로니클 2007년” (일본어). 2012년 7월 2일에 확인함.
13. ↑  “라이브 레포트: AKB48, 500회 공연에서 서프라이즈” (일본어). 라이브도어. 2007년 5월 21일. 2012년 7월 6일에 확인함.
14. ↑  “AKB48가 아이돌 일본대표로서 베이징 라이브” (일본어). 닛칸스포츠. 2007년 9월 23일. 2012년 7월 3일에 확인함.
15. ↑  혼조, 2011.06
16. ↑  AKB48 공식 홈페이지. “AKB48 크로니클 2008년” (일본어). 2012년 7월 5일에 확인함.
17. ↑  AKB48 공식 블로그 (2009년 1월 27일). “AKB아이돌링!!!” (일본어). 2012년 11월 18일에 확인함.
18. ↑  “파리가 아키바색으로 물들었다! AKB48 열창” (일본어). 스포니치. 2009년 7월 3일. 2013년 2월 19일에 원본 문서에서 보존된 문서. 2012년 7월 3일에 확인함.
19. ↑  AKB48 공식 블로그 (2009년 5월 13일). “AKB48와 함께하는 파리 재팬 엑스포 투어!” (일본어). 2012년 7월 3일에 확인함.
20. ↑  “AKB48 첫 뉴욕 공연, 열광적인 팬에 힘입어 대성공” (일본어). 나탈리. 2009년 9월 28일. 2012년 7월 3일에 확인함.
21. ↑  “AKB48가 칸에서 라이브: 아키하바라발 PR” (일본어). 스포니치. 2009년 10월 6일. 2012년 7월 3일에 확인함.
22. ↑  AKB48 공식 블로그 (2009년 4월 26일). “AKB48 전국 투어 결정” (일본어). 2012년 7월 3일에 확인함.
23. ↑  Music On! TV (2009년 11월 21일). “AKB48가 게스트 출연 2009 Mnet Asian Music Awards 관람 방법 상세에 관해서” (일본어). 2010년 1월 27일에 원본 문서에서 보존된 문서. 2012년 11월 12일에 확인함.
24. ↑  Music On! TV (2009년 11월 26일). “출연 아티스트 결정! Bright Christmas 2009 Xmas live in 도쿄 마루노우치” (일본어). 2010년 3월 1일에 원본 문서에서 보존된 문서. 2012년 11월 12일에 확인함.
25. ↑  AKB48 공식 블로그 (2009년 11월 21일). “【알림】” (일본어). 2012년 11월 12일에 확인함.
26. ↑  김형우 (2009년 11월 21일). “日걸그룹 AKB48 MAMA ‘'Asian Recommend’ 수상”. 뉴스엔. 2020년 8월 30일에 확인함.
27. ↑  Mnet (2009년 11월 21일). “하이라이트 2009 MAMA AKB48-RIVER”. 2013년 12월 12일에 원본 문서에서 보존된 문서. 2012년 11월 11일에 확인함.
28. ↑  Music On! TV (2009년 11월 21일). “HMV재팬 & MUSIC ON! TV 스탭 좌담회” (일본어). 2010년 11월 7일에 원본 문서에서 보존된 문서. 2012년 11월 11일에 확인함.
29. ↑  “츠루노 타케시, AKB348 투톱 오오시마, 마에다와 조우” (일본어). 아메바 뉴스. 2010년 6월 16일. 2012년 7월 5일에 확인함.
30. ↑  “오시마 유코 첫 센터곡 헤비 로테이션이 가라오케 랭킹 역대 1위로” (일본어). RBB TODAY. 2012년 6월 8일. 2013년 12월 12일에 원본 문서에서 보존된 문서. 2012년 7월 7일에 확인함.
31. ↑  AKB48 공식 블로그 (2009년 5월 27일). “ANIME EXPO 2010 라이브 참가 멤버” (일본어). 2012년 7월 6일에 확인함.
32. 1 2 3  AKB48 공식 블로그 (2010년 8월 31일). “전국 투어를 마치고” (일본어). 2012년 7월 2일에 확인함.
33. ↑  “『2010 ASIA SONG FESTIVAL』” (일본어). BS후지. 2011년 4월 9일. 2012년 7월 18일에 확인함.
34. ↑  buzz KOREA (2011년 11월 7일). “Asia Song Festival - AKB48(english ver.)_buzz KOREA” (영어). 2012년 7월 18일에 확인함.[깨진 링크(과거 내용 찾기)]
35. ↑  한국문화산업교류재단. “제7회 아시아송 페스티벌”. 2013년 12월 12일에 원본 문서에서 보존된 문서. 2012년 5월 24일에 확인함.
36. ↑  AKB48 오피셜 샵 홍콩 공식 블로그 (2010년 12월 31일). “AKB48 오피셜 샵 홍콩입니다.” (일본어). 2012년 7월 3일에 확인함.
37. ↑  AKB48 OFFICIAL SHOP HONGKONG·TAIWAN. “AKB48 뮤지엄 홍콩 오픈 안내” (일본어). 2012년 3월 26일에 원본 문서에서 보존된 문서. 2012년 7월 3일에 확인함.
38. ↑  Guinness World Records. “Guinness Worlds Records - Largest pop group” (영어). 2012년 5월 30일에 확인함.
39. ↑  AKB48 공식 블로그 (2010년 11월 9일). “이어서 AKB48 해외 공연!!” (일본어). 2012년 7월 3일에 확인함.
40. ↑  “연간 랭킹 특집 〈2010년, 히트한 싱글, 앨범, DVD는?” (일본어). 오리콘. 2010년 12월 20일. 2015년 4월 23일에 원본 문서에서 보존된 문서. 2012년 5월 31일에 확인함.
41. ↑  “AKB홍백가합전 효과로 사상 최초 3주연속 4곡 톱10 진입” (일본어). 스포츠 호치. 2011년 1월 18일. 2011년 1월 19일에 원본 문서에서 보존된 문서. 2012년 7월 2일에 확인함.
42. ↑  “'AKB48: 끝나지 않을 이야기' 공식 홈페이지” (일본어). 2012년 7월 18일에 원본 문서에서 보존된 문서. 2012년 7월 2일에 확인함.
43. ↑  AKB48 공식 블로그 (2011년 3월 11일). “극장 휴관” (일본어). 2012년 7월 2일에 확인함.
44. ↑  AKB48 공식 블로그 (2011년 3월 11일). “공연 중지 안내” (일본어). 2012년 7월 2일에 확인함.
45. ↑  AKB48 공식 블로그 (2011년 3월 11일). “AKB48 극장 휴관 안내” (일본어). 2012년 7월 2일에 확인함.
46. ↑  AKB48 공식 블로그 (2011년 3월 14일). “의연금 접수 구좌 개설 안내” (일본어). 2012년 7월 2일에 확인함.
47. ↑  “AKB48 패밀리가 의연금 5억엔 기부” (일본어). 스포니치. 2012년 3월 15일. 2012년 7월 2일에 확인함.
48. ↑  AKB48 공식 블로그 (2011년 3월 15일). “알림” (일본어). 2012년 7월 2일에 확인함.
49. ↑  AKB48 공식 홈페이지. “〈다레카노 타메니〉 프로젝트” (일본어). 2012년 7월 2일에 확인함.
50. ↑  “AKB48 다카하시 미나미, 눈물의 호소: 오키나와 국제 영화제에서 선발 멤버 12인이 모금 활동” (일본어). 마이니치 신문. 2012년 3월 26일. 2013년 5월 31일에 원본 문서에서 보존된 문서. 2012년 7월 2일에 확인함.
51. ↑  “【오리콘】AKB48 신곡 사상 최초로 첫 날 밀리언셀러: 단 하루만에 102.6만장” (일본어). 오리콘. 2012년 7월 2일에 확인함.
52. ↑  “【오리콘】AKB48 신곡 사상 최고로 첫 주 135.4만장: 사상 최초 2작 연속 '첫 주' 밀리언셀러” (일본어). 오리콘. 2012년 7월 2일에 확인함.
53. ↑  AKB48 OFFICIAL SHOP HONGKONG·TAIWAN (중국어 번체자). “AKB48 대만 전문점 오픈” (일본어). 2014년 6월 23일에 원본 문서에서 보존된 문서. 2012년 7월 3일에 확인함.
54. ↑  “AKB48, 2작 연속 "첫날 밀리언셀러" 첫날 매상 역대 최고 104.6만장” (일본어). 오리콘. 2012년 10월 26일. 2012년 7월 2일에 확인함.
55. ↑  “AKB48가 여성그룹 사상 최초, 10작 연속 싱글 위클리 1위” (일본어). Web 오리스타. 2012년 11월 1일. 2012년 10월 15일에 원본 문서에서 보존된 문서. 2012년 7월 2일에 확인함.
56. ↑  AKB48 공식 블로그 (2011년 12월 6일). “신 팬클럽에 관한 공지사항” (일본어). 2012년 7월 2일에 확인함.
57. ↑  “AKB48, "Google+"로 세계 각지의 팬들과 교류 스타트, 그룹 총세 260명이 참가” (일본어). 오리콘. 2012년 12월 8일. 2012년 7월 2일에 확인함.
58. 1 2  “【오리콘 연간】AKB48, 사싱 최초로 연간 싱글 TOP5 독점, 총 매출액 162.8억엔으로 7관왕” (일본어). 오리콘. 2011년 12월 19일. 2012년 5월 31일에 확인함.
59. ↑  AKB48 공식 블로그 (2011년 12월 11일). “AKB48 다큐멘터리 영화 제 2탄, 공개 결정!” (일본어). 2012년 7월 2일에 확인함.
60. ↑  “AKB48, 여성가수 최초로 6작 연속 밀리언셀러: 33년 반만의 신기록” (일본어). 오리콘. 2012년 2월 21일. 2012년 7월 2일에 확인함.
61. ↑  “AKB48 사이타마 첫 날 공연에서 도쿄 돔 공연 개최 발표” (일본어). 나탈리. 2012년 3월 25일. 2012년 7월 2일에 확인함.
62. ↑  “AKB48, 과거 최다 36명으로 신곡 첫 공개: HKT48 고다마 등 15명이 첫 선발” (일본어). 오리콘. 2012년 3월 24일. 2012년 7월 2일에 확인함.
63. ↑  “AKB48에 팀8 탄생!” (일본어). 닛칸스포츠. 2012년 3월 25일. 2012년 7월 2일에 확인함.
64. ↑  “마에다 아쓰코 "제 나름대로 열심히 살아온 6년 반이었습니다"” (일본어). 스포니치. 2012년 3월 25일. 2012년 3월 28일에 원본 문서에서 보존된 문서. 2012년 7월 2일에 확인함.
65. ↑  “올해도 6월에 총선거: 과거 최다 240명 첫 출마, 마에다의 참가는?” (일본어). 오리콘. 2012년 3월 25일. 2012년 7월 2일에 확인함.
66. ↑  AKB랑××, 2010년 7월 13일.
67. ↑  “AKB48가 거인 개막전에서 국가제창” (일본어). 닛칸스포츠. 2012년 3월 4일. 2012년 7월 2일에 확인함.
68. ↑  “【오리콘】AKB48 신곡이 역대 최고 초동 161.7만장: 싱글 첫주 판매량 TOP5 독점” (일본어). 오리콘. 2012년 5월 29일. 2012년 7월 2일에 확인함.
69. ↑  “AKB48 "총선거" 2012 사진집” (일본어). 지지닷컴. 2012년 6월 6일. 2012년 7월 5일에 확인함.
70. ↑  “순간 최고는 사시코의 28%: AKB48 총선거 생방송, 시청률 평균은 18.7%” (일본어). 산케이 신문사. 2012년 6월 7일. 2012년 6월 29일에 원본 문서에서 보존된 문서. 2012년 7월 2일에 확인함.
71. ↑  “후지 TV 호들갑이더니...오시마 스피치 도중 방송 종료” (일본어). 데일리 스포츠. 2012년 6월 7일. 2012년 6월 17일에 원본 문서에서 보존된 문서. 2012년 7월 5일에 확인함.
72. ↑  “AKB 승격에 이즈타 리나 등 6명을 발표” (일본어). 닛칸스포츠. 2012년 6월 24일. 2012년 7월 5일에 확인함.
73. ↑  AKB48 공식 블로그 (2012년 8월 24일). “조각 후 신체제” (일본어). 2012년 11월 3일에 확인함.
74. ↑  CDJournal (2012년 10월 22일). “AKB48의 2012년을 되돌아보는 영화 〈DOCUMENTARY of AKB48〉가 공개 결정” (일본어). 2012년 11월 12일에 확인함.
75. 1 2  TBS (2011년 9월 18일). “가요쿄쿠! AKB48 가위바위보 대회 특집 3시간 생방송” (일본어). 2012년 9월 23일에 확인함.
76. ↑  “【오리콘】AKB48, 여성 첫 통산 10작 밀리언, CD 총 판매량은 2천만장 돌파” (일본어). 오리콘. 2012년 11월 6일. 2012년 11월 11일에 확인함.
77. ↑  AKB48 공식 블로그 (2012년 10월 7일). “신 팀 체제 발족” (일본어). 2013년 6월 9일에 확인함.
78. ↑  “【레코드대상】 AKB48, 사상 여섯번째의 2연패 달성, 마유유 중압감 밝히며 눈물 펑펑” (일본어). 오리콘. 2012년 12월 30일. 2013년 6월 9일에 확인함.
79. ↑  “AKB 마무리는 "힘내자" 인간 문자 / 홍백” (일본어). 닛칸스포츠. 2013년 1월 1일. 2013년 6월 9일에 확인함.
80. ↑  “AKB48 미네기시 미나미가 젊은 댄서의 집에 묵는 장면을 스쿠프 촬영!”. 《週刊文春WEB》 (일본어). 2013년 1월 31일. 2013년 1월 31일에 원본 문서에서 보존된 문서. 2013년 6월 9일에 확인함.
81. ↑  AKB48 공식 블로그 (2013년 1월 31일). “미네기시 미나미에 관해서” (일본어). 2013년 6월 9일에 확인함.
82. ↑  “AKB 미네기시 미나미 삭발한 채 "외박" 소동 사죄, 연구생으로 강등” (일본어). 스포츠 닛폰. 2013년 1월 31일. 2013년 6월 9일에 확인함.
83. ↑  “AKB48 pop star shaves head after breaking band rules”. BBC. 2013년 2월 1일에 확인함.
84. ↑  “When a teen pop star breaks J-pop 'bushido' code”. CNN. 2013년 2월 1일에 확인함.
85. ↑  “Japanese pop star shaves her head in shame and begs for forgiveness after spending night with boyfriend”. Daily News. 2013년 2월 1일에 확인함.
86. ↑  “Japanese pop star shaves head in apology – for night with boyfriend”. The Guardian. 2013년 2월 1일에 확인함.
87. ↑  “Pop Star Shaves Head in Remorse for Dating”. ABC. 2013년 2월 1일에 확인함.
88. ↑  “Japanese pop idol shaves her head in public apology after sex scandal”. The Globe and Mail. 2013년 2월 1일에 확인함.
89. ↑  “Japanese pop starlet shaves head in act of contrition after tryst with a man”. The Straits Times. 2013년 2월 1일에 확인함.
90. ↑  “Une chanteuse japonaise se rase le crâne pour faire pénitence” (프랑스어). Le Matin. 2013년 2월 3일에 원본 문서에서 보존된 문서. 2013년 2월 1일에 확인함.
91. ↑  “Une nymphette du girls-band japonais AKB48 fait scandale” (프랑스어). L'Orient-Le Jour. 2013년 5월 20일에 원본 문서에서 보존된 문서. 2013년 2월 1일에 확인함.
92. ↑  “Involucran a Minegishi Minami de AKB48 con Shirahama de GENERATIONS” (스페인어). Radio Programas del Perú. 2013년 2월 1일에 확인함.
93. ↑  “Cantora japonesa raspa cabelo como castigo por passar noite com jovem” (포르투갈어). G1. 2013년 2월 1일에 확인함.
94. ↑  “AKB48成员峯岸南被曝与男星过夜 削发谢罪” (중국어). Global Times. 2013년 6월 15일에 원본 문서에서 보존된 문서. 2013년 2월 1일에 확인함.
95. ↑  “Japansk popstjärna rakar huvudet efter sexskandal” (스웨덴어). Aftonbladet. 2013년 2월 1일에 확인함.
96. ↑  “Japan pop idol shaves head after sex scandal”. The New Age. 2013년 2월 5일에 원본 문서에서 보존된 문서. 2013년 2월 1일에 확인함.
97. ↑  “Mädchenband AKB48 in Japan: Sängerin rasiert sich aus Reue den Kopf” (독일어). Spiegel Online. 2013년 2월 1일에 확인함.
98. ↑  “Japanese singer shaves head after sex scandal”. Al Jazeera English. 2013년 2월 1일에 확인함.
99. ↑  “"도모찡" 이타노 토모미가 AKB 졸업 선언” (일본어). 닛칸스포츠. 2013년 2월 1일. 2013년 6월 9일에 확인함.
100. ↑  “【오리콘】 AKB48이 10연속 첫 주 밀리언셀러, 마유유 "진심으로 기뻐요"” (일본어). 오리콘. 2013년 2월 26일. 2013년 6월 9일에 확인함.
101. ↑  “【오리콘】 AKB48 신곡 "안녕 크롤" 첫날 판매량은 역대 최고 145만 1천장” (일본어). 오리콘. 2013년 5월 22일. 2013년 6월 9일에 확인함.
102. ↑  “【오리콘】 AKB48, 역대 최고기록 176만 3천장 싱글 총 판매량 2185만장으로 여성 1위” (일본어). 오리콘. 2013년 5월 28일. 2013년 6월 9일에 확인함.
103. ↑  “【오리콘】 AKB48 신곡이 여성 그룹 최다 187만장, SPEED의 기록을 15년만에 경신” (일본어). 오리콘. 2013년 6월 4일. 2013년 6월 9일에 확인함.